# Tony Roma's
Tony Roma's es una cadena de restaurantes de comida estadounidense, especializado en costillares. Fundado en 1972, actualmente cuenta con más de 120 restaurantes en 31 países.

## Historia

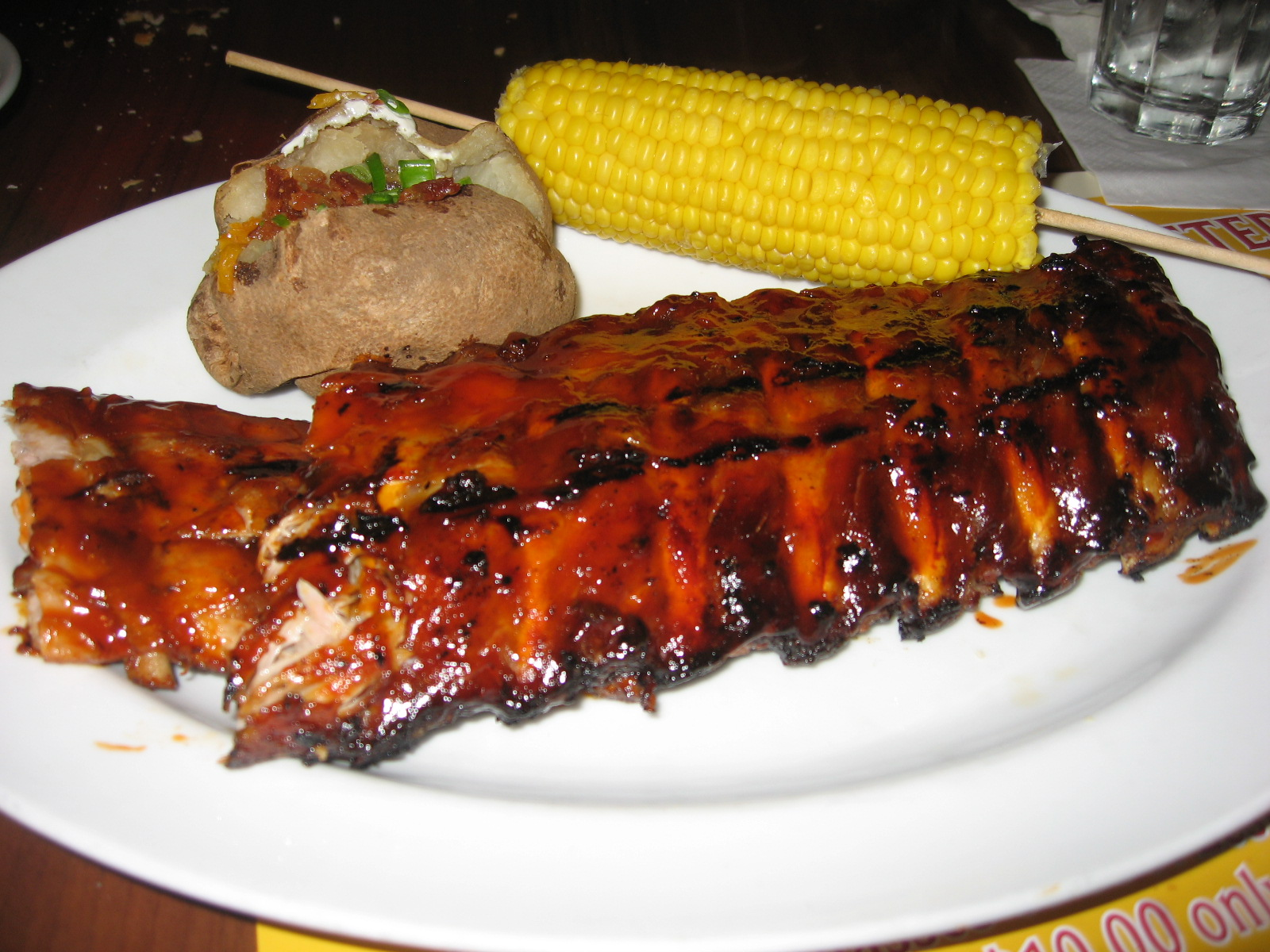
Costillas de cerdo, el plato más característico del restaurante.

El primer restaurante Tony Roma's fue abierto en 1972 en North Miami (Florida, Estados Unidos) y debe su nombre al empresario Tony Roma (1925-2003). Aunque al principio solo servía carnes y hamburguesas, el propietario modificó el menú para especializarse en costillas de cerdo, al percatarse de que era el producto más vendido.
En 1976, Tony llegó a un acuerdo con el magnate Clint Murchison, Jr., propietario de los Dallas Cowboys, para formar la empresa conjunta Roma Corporation (actual Romacorp) que se encargaría de expandir la franquicia a otras ciudades. Según el contrato, Murchison se quedaría el 80% de las acciones como socio financiero, mientras que Tony mantenía el 20% restante y aportaba la receta original. De ahí se abrieron más de 40 restaurantes en Estados Unidos y el primero internacional en Tokio (Japón).
La bancarrota de Murchison en 1985 motivó un cambio en la dirección. Kenneth Reimer, asesor fiscal de la familia, tomó las riendas del conglomerado y puso orden a su situación fiscal, además de comprar la participación que aún ostentaba Tony Roma. Con una carta basada en costillares y otros platos de la gastronomía estadounidense, la cadena superó los 140 restaurantes en los años 1990.
En mayo de 1993, Tony Roma's fue traspasado al grupo National Pizza Inc., el mayor franquiciador de Pizza Hut en EE.UU; cinco años más tarde, el fondo de inversión Sentinel Capital Partners se haría con el control por 121 millones de dólares. Bajo su dirección se mantuvo la política de expansión mundial, hasta alcanzar los 250 restaurantes en 2003. No obstante, la recesión económica de 2008 ha obligado al grupo a cerrar numerosos establecimientos y a marcharse de los mercados menos rentables.
La presencia actual de Tony Roma's se limita a 120 restaurantes en veinte países, la mayoría de los cuales se concentran en Canadá, Estados Unidos y España, este último con 25 locales.

## Productos
Tony Roma's es una cadena de restaurantes de gastronomía estadounidense especializado en costillares de cerdo y de ternera. La idea de servir costillas en la carta fue el chef ejecutivo del primer local, David Smith, quien además aportó una receta propia de salsa barbacoa.
El resto del menú incluye comida tex-mex, aros de cebolla, carnes rojas, sándwiches, ensaladas, hamburguesas y cócteles.